# Carl David Anderson
Carl David Anderson (Nova York, EUA, 1905 – San Marino, 1991) fou un físic estatunidenc descobridor de l'anti-electró (positró) i del muó, guardonat amb el Premi Nobel de Física l'any 1936.

## Biografia
Nascut el 3 de setembre de 1905 a la ciutat nord-americana de Nova York, en una família d'origen suec, va estudiar física a l'Institut Tecnològic de Califòrnia, on va obtenir el doctorat l'any 1930. Posteriorment, el 1939, va esdevenir catedràtic del departament de física d'aquesta universitat.
Carl David Anderson morí l'11 de gener de 1991 a la població de San Marino, situada a l'estat nord-americà de Califòrnia.

## Recerca científica

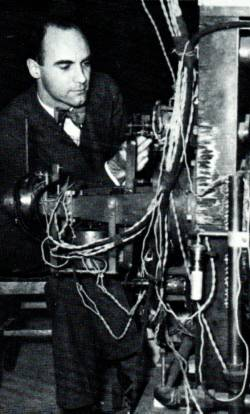
Carl David Anderson l'any 1937

Aviat va destacar pels seus treballs d'investigació sobre els fotoelectrons produïts per raigs X; la radiació còsmica, en col·laboració amb Robert Andrews Millikan; els raigs gamma i la radioactivitat induïda.
Fotografiant els rastres de raigs còsmics amb la càmera de boira, va descobrir l'any 1932 una partícula que va batejar amb el nom de positró, anomenada també electró positiu per tenir la mateixa càrrega positiva que un protó i la mateixa massa que un electró, i l'existència de la qual havia estat predita uns anys abans per Paul Adrien Maurice Dirac.
L'any 1936 fou guardonat, juntament amb Victor Franz Hess, tot i que per motius diferents, amb el Premi Nobel de Física pel descobriment del positró.
El 1938, va descobrir una altra partícula elemental, de nou en estudis de raigs còsmics amb càmera de boira, el muó. Originalment, pensava que es tractava del mesó pió predit per Hideki Yukawa l'any 1935. El 1950, va aportar proves de l'existència de partícules V carregades i neutres.

## Publicacions
- C.D. Anderson (1933). "The Positive Electron". Physical Review 43 (6): 491. Bibcode:1933PhRv...43..491A. doi:10.1103/PhysRev.43.491.
- C.D. Anderson (1932). "The Apparent Existence of Easily Deflectable Positives". Science 76 (1967): 238–9. Bibcode:1932Sci....76..238A. doi:10.1126/science.76.1967.238.PMID 17731542.